# Museo de Richmond

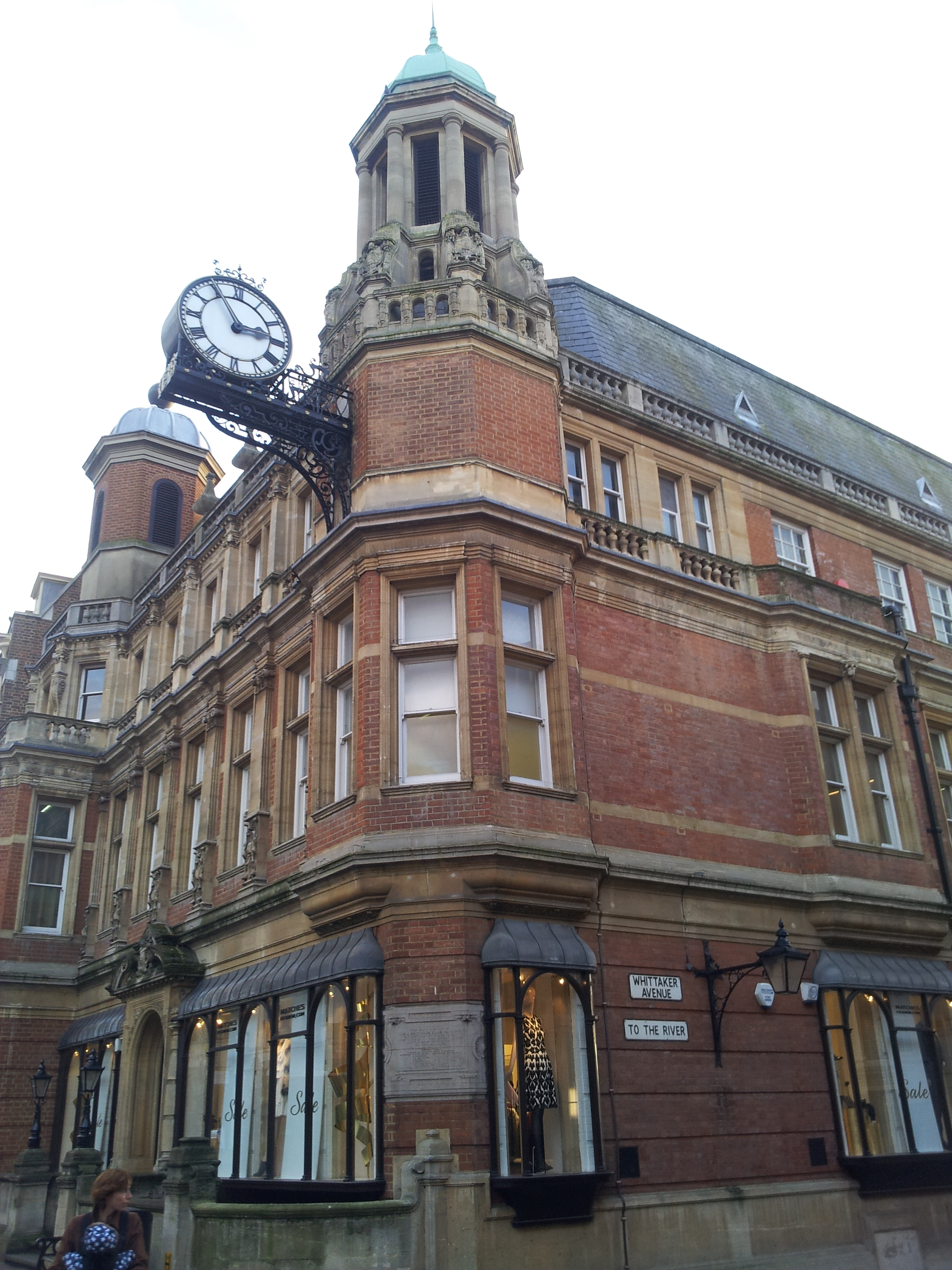
Ayuntamiento de la ciudad vieja, Richmond

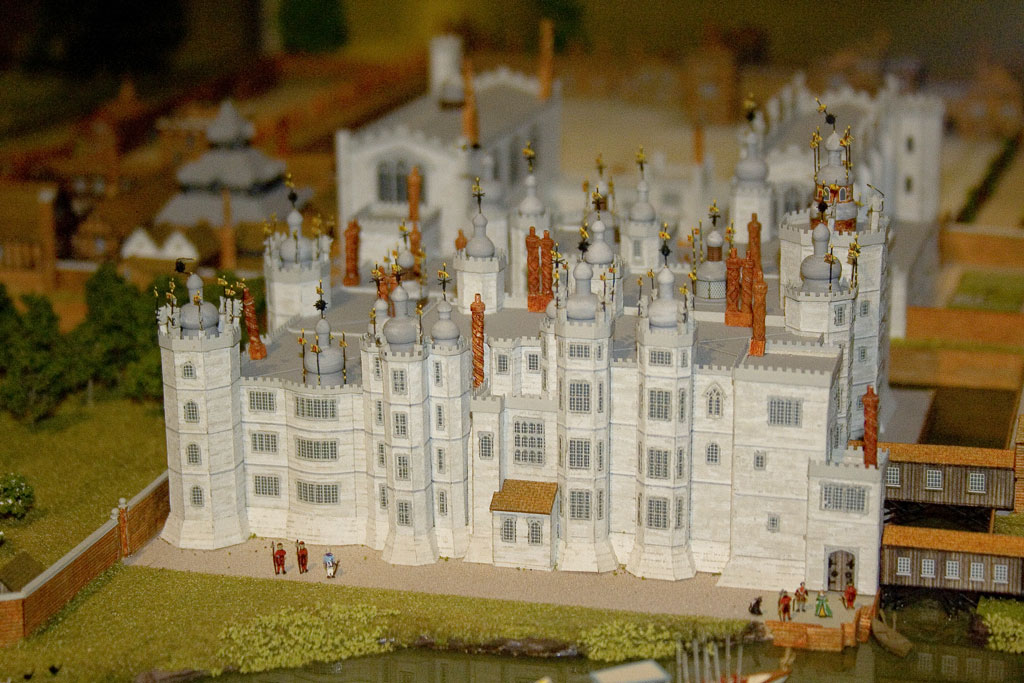
Maqueta del palacio de Richmond

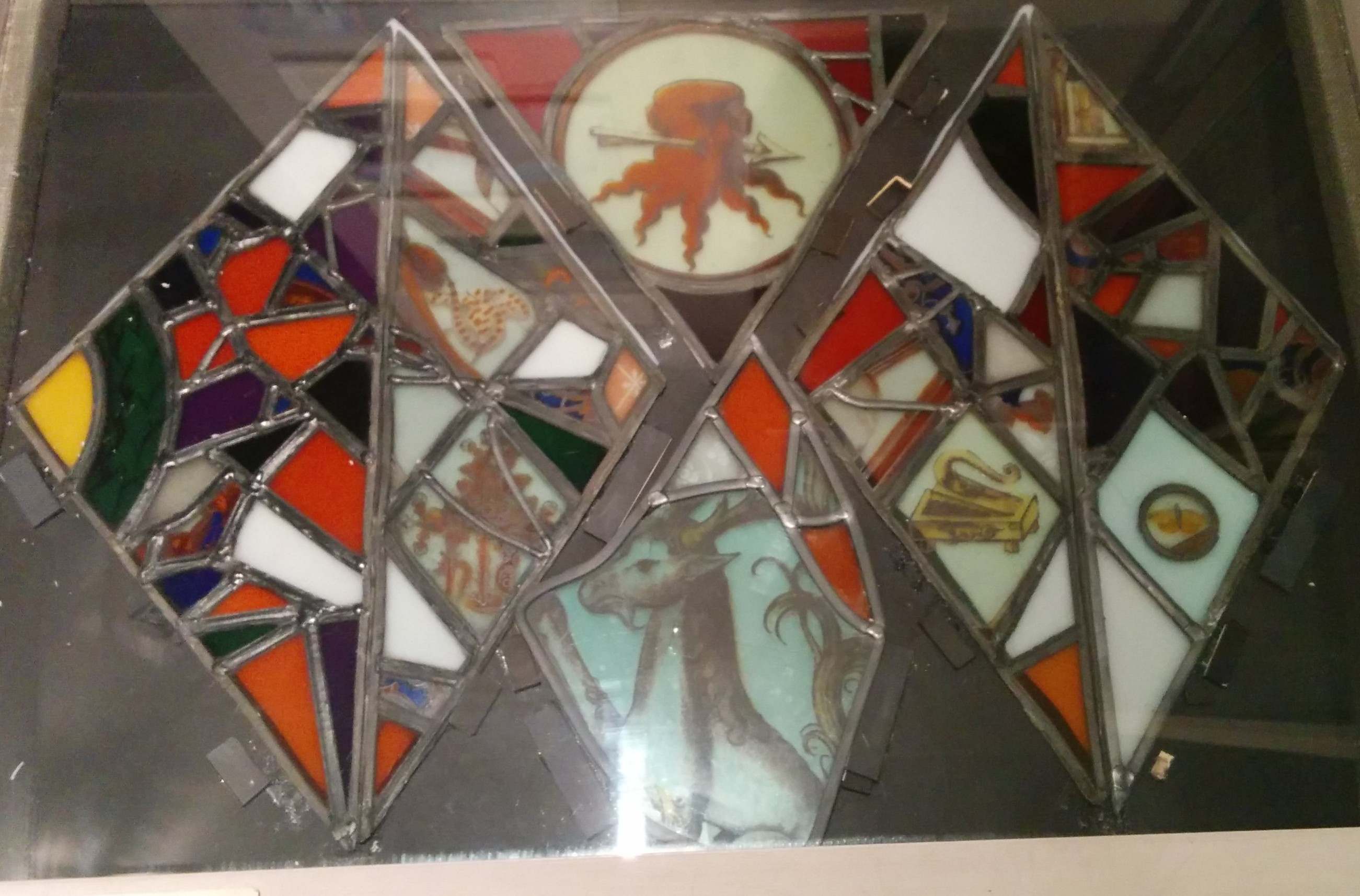
Fragmento de vidrio de una ventana del Palacio de Richmond, en la exhibición permanente del museo

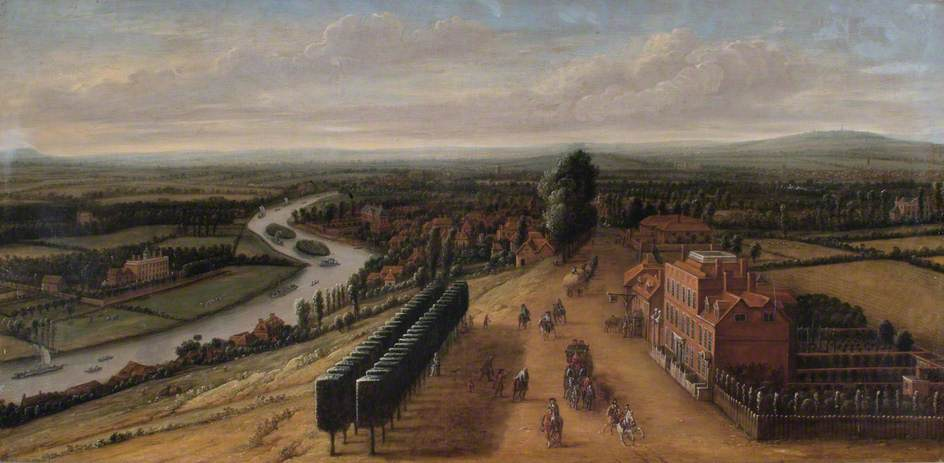
Uno de los aspectos más destacados del museo: The Terrace and View from Richmond Hill, Surrey por Leonard Knyff

El Museo de Richmond en el distrito londinense de Richmond upon Thames se encuentra en el antiguo Ayuntamiento de Richmond, cerca del puente de Richmond. Fue inaugurado formalmente por la reina Isabel II el 28 de octubre de 1988.
Es un museo independiente y una organización benéfica registrada, que cuenta con el apoyo del Consejo Local de Richmond upon Thames. Hilda Clarke preside el consejo de administración; John Lee, barón de Lee de Trafford es vicepresidente. Su conservadora (desde febrero de 2021) es Laura Irwin. 
Las exposiciones del museo, desde la época medieval hasta la actualidad, se relacionan con la historia de Richmond, Kew, Petersham y Ham que, hasta que los cambios de límites del gobierno local en 1965, formaron el Municipio de Richmond (Surrey). Sus exposiciones rotativas, actividades y recursos educativos, y un programa de eventos (que incluye eventos para familias y niños) cubren todo el distrito moderno. Los elementos más destacados del museo son: cristales del siglo XVI del Palacio de Richmond; una maqueta del palacio de Richmond; y una pintura, The Terrace and View from Richmond Hill, Surrey, del dibujante y pintor holandés Leonard Knyff (1650-1722), que forma parte de la colección de arte de Richmond upon Thames Borough.
El museo publica un boletín trimestral y organiza un programa de charlas. La entrada al museo, que está abierto de martes a sábado, es gratuita.

## Historia
El museo fue creado en 1983 por residentes locales dirigidos por el historiador local John Cloake, quien fue el primer presidente del museo. Su primera conservadora, de 1987 a 1989, fue Kate Thaxton.